# HTC HD2
De HTC HD2, ook bekend als de HTC T8585, is een smartphone van het Taiwanese merk HTC. De smartphone draait op het besturingssysteem Windows Mobile 6.5 met HTC Sense als grafische schil. Het toestel stond eerder bekend als de HTC Leo. Het toestel is sinds begin oktober 2009 in Europese landen verkrijgbaar. Noord-Amerika zal in de loop van 2010 volgen. De telefoon is de opvolger van de HTC Touch HD en is zelf opgevolgd door de HTC HD7.